# Kotten (Wittichenau)

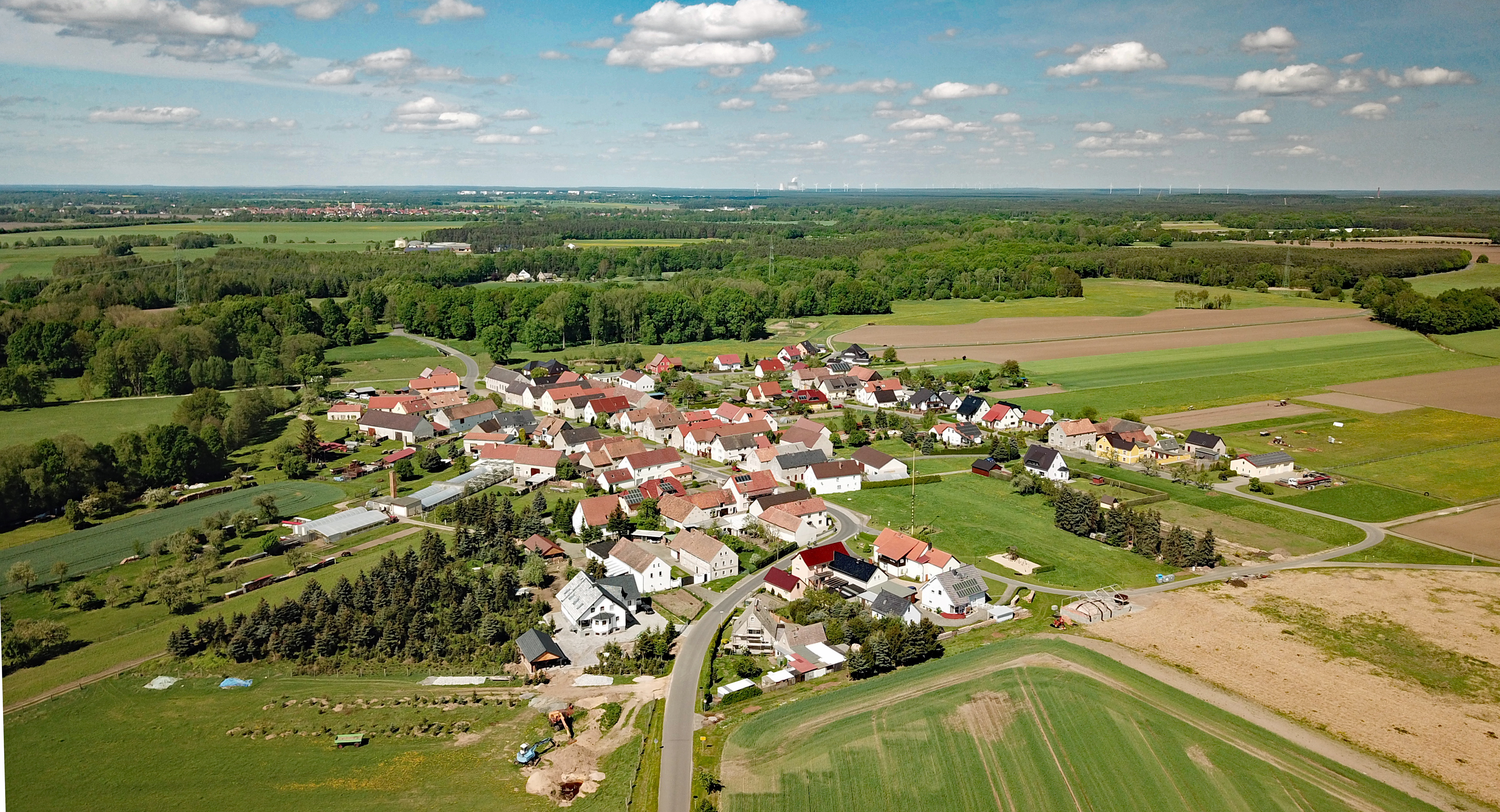
Luftbild

Kotten, obersorbisch Koćinaⓘ, ist ein Ort im Norden des Landkreises Bautzen in Ostsachsen und gehört seit 1994 zur Stadt Wittichenau. Der Ort liegt in der Oberlausitz und zählt zum sorbischen Siedlungsgebiet.

## Geografie
Kotten befindet sich etwa 25 Kilometer nordwestlich von Bautzen und zehn Kilometer südlich von Hoyerswerda in der Oberlausitzer Heide- und Teichlandschaft. Die Stadt Wittichenau ist etwa vier Kilometer entfernt. Am nördlichen Ortsausgang mündet das von Süden kommende Klosterwasser in die Schwarze Elster. Die Umgebung ist von den Auenlandschaften der beiden Flüsse sowie einem großen zusammenhängenden Waldgebiet, welches sich südöstlich von Kotten über sieben Kilometer in Richtung Caßlau erstreckt, geprägt.
Die nähere Umgebung des alten Straßendorfes ist flach und von kleinen Wasserläufen durchzogen. Im 20. Jahrhundert wurde parallel zum eigentlichen Straßendorf eine Siedlung ausgebaut.
Die Nachbarorte sind Hoske im Nordosten, Rachlau im Osten, Cunnewitz im Süden, Sollschwitz im Westen und Saalau im Nordwesten.

## Geschichte
Der Ort wurde erstmals 1264 als Chotin erwähnt. Die Grundherrschaft lag bis ins 19. Jahrhundert beim Panschwitzer Kloster St. Marienstern. Kotten zählte zum Niederland (Delany) der Klosterpflege. Seit 1541 ist der Ort zudem als Durchgangspunkt des jährlichen Osterreitens zwischen Wittichenau und Ralbitz verzeichnet.
Nach dem Wiener Kongress 1815 und der Verlegung der preußisch-sächsischen Grenze wurde Kotten Grenzort. Die Staatsgrenze verlief damals nur etwa 1300 Meter südlich des Ortes. Während Kotten bis 1945 zu Preußen gehörte, blieb der Nachbarort Cunnewitz sächsisch. Bis 1885 bestand wenige Meter südlich von Kotten eine Holländerwindmühle. Etwas flussaufwärts gab es zudem eine Wassermühle an der Elster, die sogenannte Saalauer Mühle. Ihr Gehöft ist noch heute vorhanden.
Die selbstständige Landgemeinde Kotten im Kreis Hoyerswerda mit dem Ortsteil Saalau (seit dem 1. Juli 1950) existierte bis 1994. Nach der Eingemeindung nach Wittichenau und der Kreisreform befand sich der Ort von 1996 bis 2008 im Landkreis Kamenz, seitdem gehört er zum Landkreis Bautzen.

## Bevölkerung

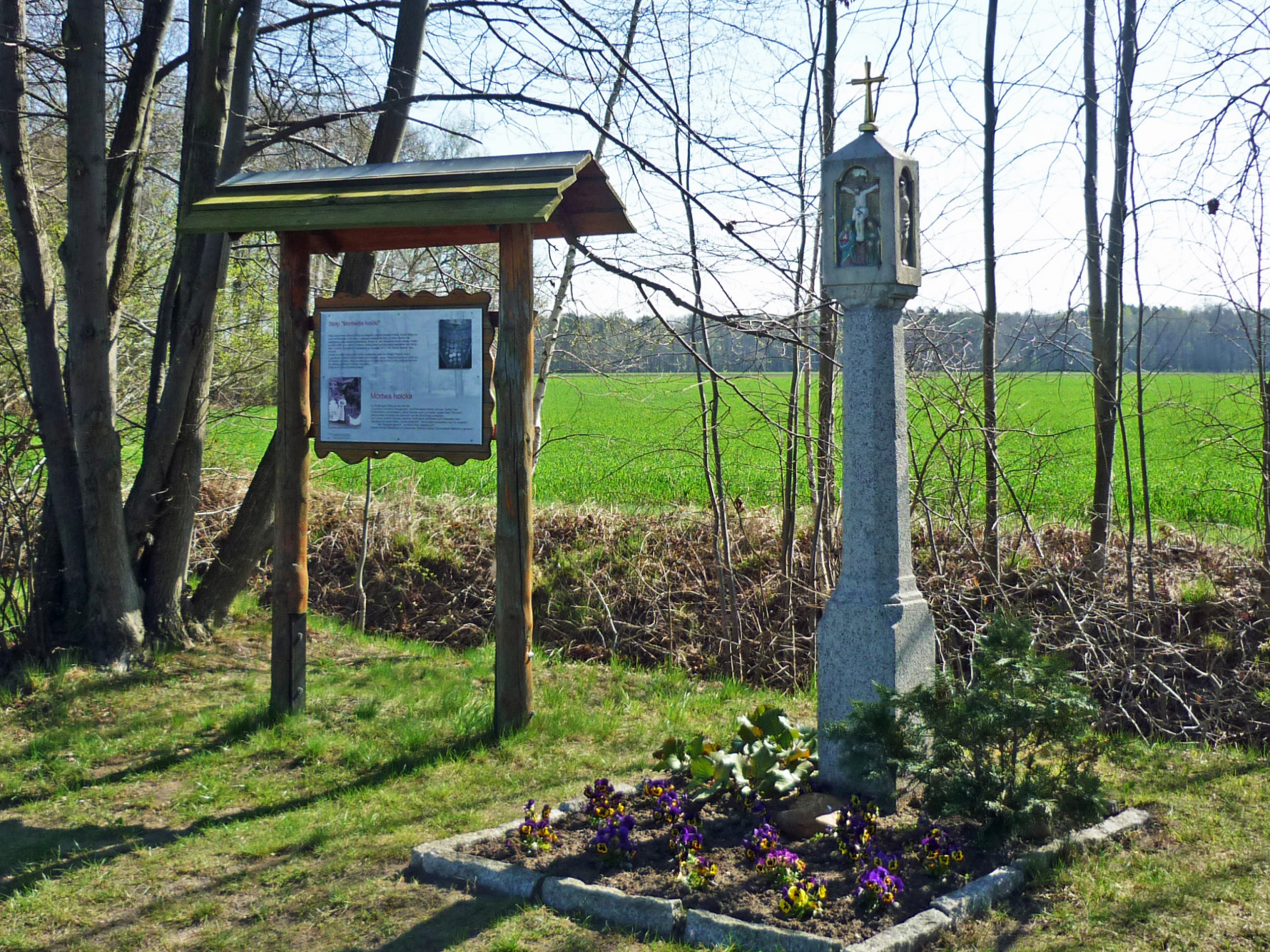
Bildstock an der Straße zwischen Kotten und Cunnewitz

Für seine Statistik über die sorbische Bevölkerung in der Oberlausitz ermittelte Arnošt Muka in den achtziger Jahren des 19. Jahrhunderts eine Bevölkerungszahl von 196 Einwohnern; davon waren 193 Sorben (98 %) und drei Deutsche. Bis 1946 wuchs die Einwohnerzahl auf 232. Laut Ernst Tschernik war der sorbischsprachige Bevölkerungsanteil bis 1956 auf 61,4 % gesunken. Bis heute wird im Ort Sorbisch gesprochen. Nach 1990 nahm die Bevölkerungszahl leicht ab und liegt nun bei 195.
Kotten ist traditionell katholisch geprägt und gehört mindestens seit dem 16. Jahrhundert zur Pfarrgemeinde Wittichenau. Der evangelische Teil ist ebenfalls nach Wittichenau gepfarrt.